# 력포역
력포역(力浦驛)은 조선민주주의인민공화국 평양직할시 력포구역에 있는 평부선의 철도역이다.